# Вонсево-Кольонія
Вонсево-Кольонія (пол. Wąsewo-Kolonia) — село в Польщі, у гміні Вонсево Островського повіту Мазовецького воєводства.
Населення — 110 осіб (2011).
У 1975-1998 роках село належало до Остроленцького воєводства.

## Демографія
Демографічна структура станом на 31 березня 2011 року:
|          | Загалом | Допрацездатний вік | Працездатний вік | Постпрацездатний вік |
| -------- | ------- | ------------------ | ---------------- | -------------------- |
| Чоловіки | 59      | 13                 | 38               | 8                    |
| Жінки    | 51      | 8                  | 32               | 11                   |
| Разом    | 110     | 21                 | 70               | 19                   |